# Wolfgang Scheidel
Wolfgang Scheidel (Erfurt, 9 marzo 1943) è un ex slittinista tedesco orientale, vincitore di una medaglia d'oro ai Giochi olimpici di Sapporo 1972. Dopo la riunificazione della Germania (1990), acquisì la cittadinanza tedesca.

## Biografia
Gareggiò inizialmente nel doppio, per poi passare al singolo. Nella specialità biposto ottenne tutti i suoi più importanti risultati in coppia con Michael Köhler.
Prese parte a due edizioni dei Giochi olimpici invernali, entrambe le volte nel singolo: a Grenoble 1968 non riuscì a portare a termine la gara ed a Sapporo 1972 vinse la medaglia d'oro.
Ai campionati mondiali vinse una medaglia d'oro nel doppio a Davos 1965 e due di bronzo nel singolo a Königssee 1969 ed a Königssee 1970. Nelle rassegne continentali vinse due medaglie d'argento nel singolo ad Hammarstrand 1970 e ad Imst 1971.
Si ritirò dalle competizioni al termine dei Giochi di Sapporo 1972. Lasciata l'attività agonistica lavorò come allenatore di slittino per la società ASK Vorwärts Oberhof fino al 1977 e successivamente, fino alla riunificazione delle due Germanie, collaborò come allenatore sportivo per una struttura che ospitava i membri della Nationale Volksarmee in convalescenza.  Dal 1990 gestisce una stazione di ossigenoterapia ad Ilmenau.

## Palmarès

### Olimpiadi
- 1 medaglia:
  - 1 oro (singolo a Sapporo 1972).

### Mondiali
- 3 medaglie:
  - 1 oro (doppio a Davos 1965);
  - 2 bronzi (singolo a Königssee 1969; singolo a Königssee 1970).

### Europei
- 2 medaglie:
  - 2 argenti (singolo ad Hammarstrand 1970; singolo ad Imst 1971).